# Vuelo 642 de China Airlines
El vuelo 642 de China Airlines fue un vuelo que se estrelló en el aeropuerto internacional de Hong Kong el 22 de agosto de 1999. Se encontraba operando un vuelo desde Bangkok (Aeropuerto Internacional de Bangkok, ahora renombrado Aeropuerto Internacional Don Mueang) a Taipéi con escala en Hong Kong.
La aeronave, un McDonnell Douglas MD-11 (registro B-150), portaba todavía la librea de Mandarin Airlines de su tiempo de servicios con esta operadora. Mientras aterrizaba durante un tifón, realizó una toma dura, se volcó e incendió. De las 315 personas a bordo, 312 sobrevivieron y tres fallecieron. Fue el primer accidente con muertos que tuvo lugar en el aeropuerto internacional de Hong Kong desde su inauguración en 1998.
El vuelo 642 fue uno de los dos accidentes de MD-11 en configuración de pasajeros que se perdieron por accidente, el otro de estos accidentes fue el vuelo 111 de Swissair, que se estrelló en 1998 con 229 muertes. Todas las demás pérdidas de MD-11 han tenido lugar con la aeronave operando como carguera.

## Aeronave y tripulación

Plano de asientos.

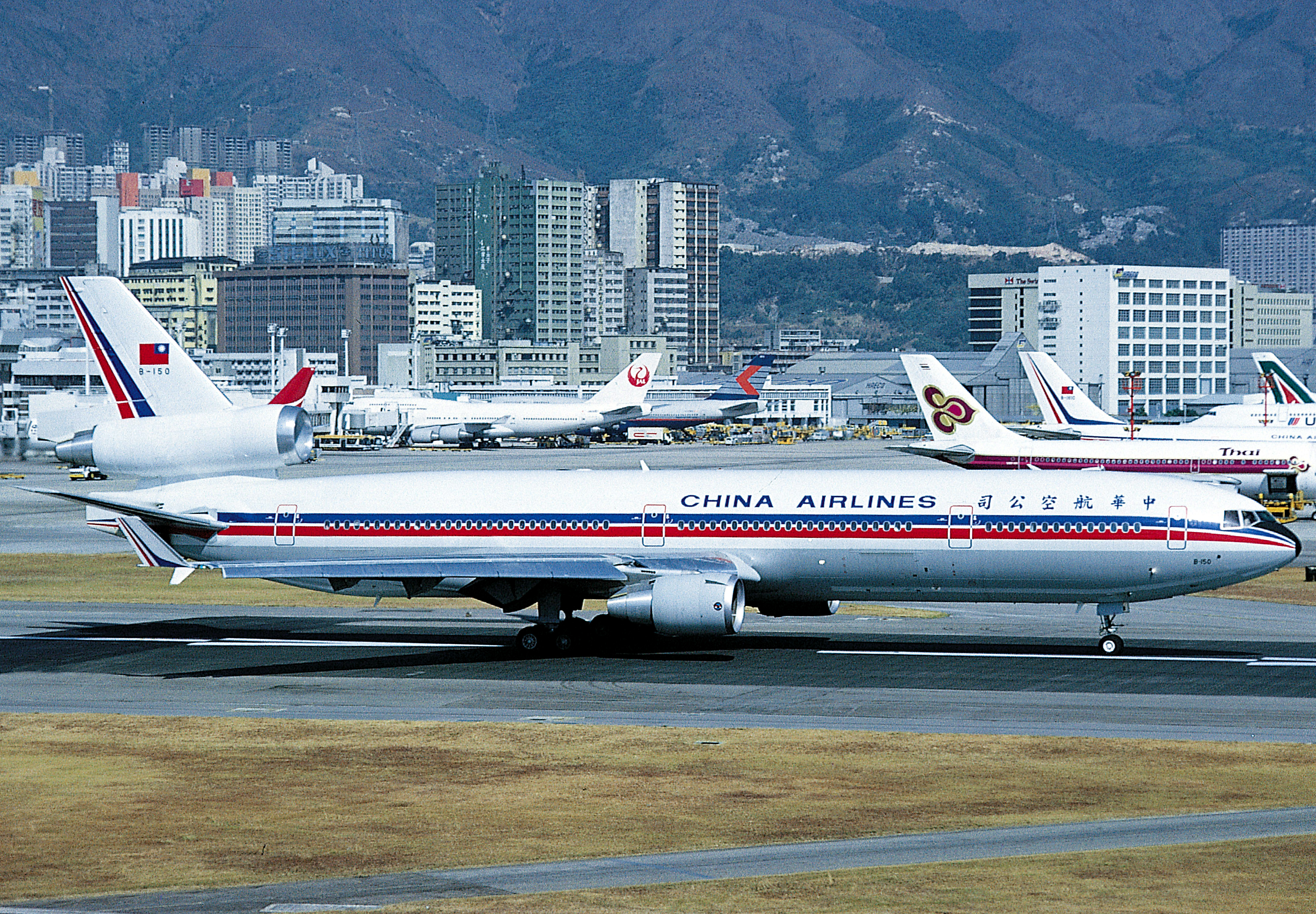
B-150, el avión implicado en el accidente, mientras efectuaba su primer vuelo con China Airlines.

La aeronave fue un McDonnell Douglas MD-11 de 6 años y 9 meses con registro B-150, que había sido entregada a la aerolínea en 1992. El aparato contaba con tres motores turbofán Pratt & Whitney PW4460.: 13–19 
El capitán de 57 años, Gerardo Lettich, se trataba de un italiano que había entrado en China Airlines en 1997, y que había operado previamente para una de las principales aerolíneas europeas. Contaba con 17900 horas de vuelo, incluyendo 3260 en el MD-11. El primer oficial se trataba de Liu Cheng-hsi de 36 años, un taiwanés que permanecía en la aerolínea desde el año 1989 y tenía registradas 4630 horas, con 2780 de estas en el MD-11.: 9–13 

## Resumen

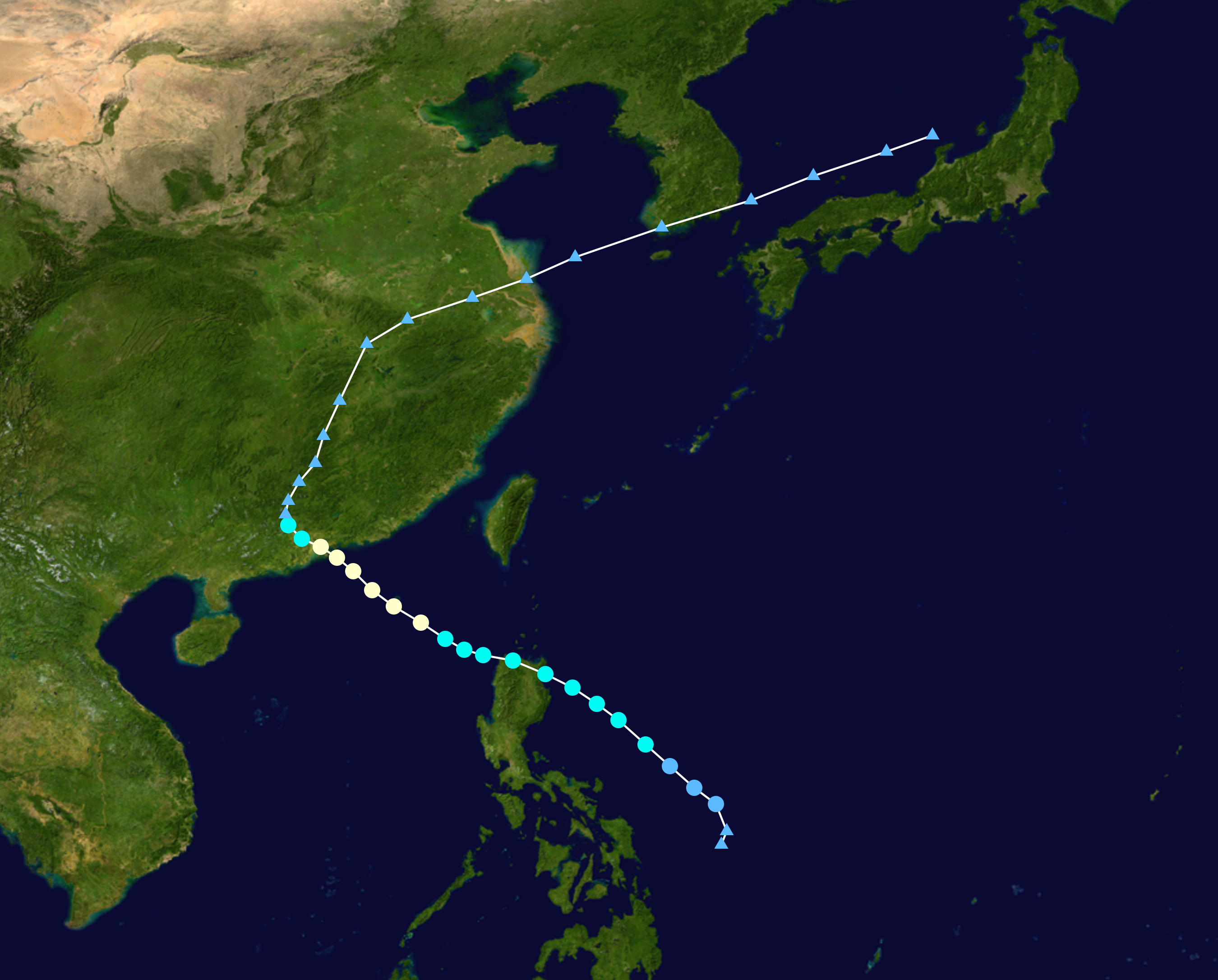
Recorrido de la Tormenta tropical Sam.

A las 6:43 P. m. hora local (10:43 UTC) del 22 de agosto de 1999, el MD-11 estaba efectuando su aproximación final a la pista 25L cuando la Tormenta tropical Sam se encontraba a 50 kilómetros (27 nmi) al noreste del aeropuerto. A una altitud de 700 pies (213 m) antes de la toma se dio una nueva actualización del estado del viento a la tripulación: 320 grados/28 nudos (52 km/h) con rachas de 36 nudos (67 km/h). Esto propiciaba un vector de vientos de 26 nudos (48 km/h) con rachas a 33 nudos (61 km/h), con límite del tipo operado de 35 nudos (64,8 km/h).
Durante la recogida previa al aterrizaje, el avión se giró a la derecha, realizando un aterrizaje duro sobre su tren principal derecho y el motor número tres tocó la pista, provocando además que el ala derecha se seccionase del fuselaje. El aparato continuó rotando y se salió de pista envuelto en llamas. Cuando se detuvo, se encontraba totalmente invertido y la parte posterior del avión estaba ardiendo, permaneciendo en una zona de hierba próxima a la pista, a unos 3500 pies del umbral de la pista. El ala derecha fue encontraba en una calle de rodaje a unos 280 pies (85 m) de la parte frontal del aparato. Como se puede ver en las imágenes posteriores, el fuego causó un daño importante a la sección de cola del avión pero fue rápidamente extinguido gracias a las fuertes precipitaciones y a la rápida respuesta de los equipos de rescate del aeropuerto.
Los equipos de rescate llegaron rápidamente al lugar y extinguieron el fuego presente tanto en el avión como en sus proximidades, permitiendo que pudiera llevarse a cabo el rescate de pasajeros y tripulantes en unas condiciones extremas. Dos de los pasajeros rescatados de entre los restos fueron declarados como muertos a su llegada al hospital y otro pasajero más falleció cinco días después en el hospital. Un total de 219 personas, incluyendo a los miembros de la tripulación, fueron remitidos al hospital, de los cuales cincuenta llegaron gravemente heridos y 153 lo hicieron con herida menores. Los quince miembros de la tripulación sobrevivieron.: 7 

## Investigación
El informe final del accidente indica como causa principal del accidente en el error del piloto, específicamente a la incapacidad para contrarrestar la alta tasa de descenso presente a 50 pies (15 m) de altitud según el radioaltímetro. La tasa de descenso en el momento de la toma fue de 18 pies por segundo (5 m/s)-20 pies por segundo (6 m/s).
Los datos de vuelo almacenados en el QAR del avión durante los últimos 500 pies (152 m) de la aproximación no pudieron ser recuperados debido a la interrupción de la corriente eléctrica tras el impacto. Los probables cambios de viento, junto con la pérdida de la componente de viento en cara, así como la activación prematura de las reversas de empuje, llevaron a una caída de 20 nudos (37 km/h) en la velocidad indicada justo antes de la toma.
Debido a las previsiones de condiciones climatológicas extremas en Hong Kong, la tripulación se había preparado para desviar el vuelo a Taipéi si la situación en Hong Kong hubiera impedido el aterrizaje con seguridad. Esto implicó que el aparato contara con combustible adicional a bordo por si tenía que enfrentarse a esta posibilidad, propiciando que en el momento del aterrizaje el peso fuese de 429 557 lb (194 844 kg), un 99,897% de su peso máximo de aterrizaje de 430 000 lb (195 045 kg). En base a la climatología inicial y las condiciones de viento que fueron comunicadas a la tripulación desde Hong Kong durante el vuelo, los pilotos creyeron ser capaces de aterrizar sin incidencias descartando el desvío a Taipéi. Sin embargo, los últimos cuatro vuelos que habían intentado aterrizar habían tenido que realizar aproximaciones frustradas en Hong Kong y otros cinco vuelos habían sido desviados.
Durante la aproximación final, el avión descendió siguiendo la senda del sistema de aterrizaje instrumental (ILS) hasta los 700 pies (213 m), cuando la tripulación tuvo a la vista la pista. Desconectaron el piloto automático pero dejaron la palanca de gases en automático. Durante la recogida, la tasa de descenso no fue corregida, haciendo que la aeronave aterrizara con el ala derecha ligeramente más baja. El tren de aterrizaje principal derecho tomó contacto con la tierra en primer lugar, posteriormente el motor derecho impactó con la pista y el ala derecha se separó del fuselaje. Al permanecer el ala izquierda todavía unida al aparato, la sustentación de esta superficie hizo que el avión se inclinara hacia la derecha, y que el avión se quedara invertido sobre la franja de hierba junto a la pista, a la vez que el combustible que se estaba liberando comenzó a arder.
Se realizaron varias recomendaciones a China Airlines relativas al entrenamiento de sus tripulaciones. Sin embargo China Airlines refutó los hallazgos del informe relativos a las acciones de sus tripulantes de vuelo, haciendo mención a las condiciones meteorológicas en el momento del accidente y afirmando que el avión entró en una microrráfaga justo antes de aterrizar, provocando el accidente.

## Consecuencias
La ruta continúa siendo operada hoy en día si bien el vuelo ya no parte de Bangkok y ahora está limitada a la ruta Hong Kong-Taipéi. El vuelo Bangkok-Hong Kong se suspendió el 31 de octubre de 2010. La ruta es hoy en día operada por un Airbus A330-300.

## Medios de comunicación
El aterrizaje e impacto del vuelo 642 fue grabado por los ocupantes de un vehículo cercano. El video que también mostraba reacciones por parte de los testigos ha sido subido a páginas de internet como YouTube y AirDisaster.com.
También circuló bastante una foto que mostraba otro MD-11 de Mandarin Airlines pasando por delante de los restos del vuelo 642.
Este desastre también fue mostrado en el segundo episodio de “Brigada de Élite II” de RTHK de 2012.